# Chaetodus paulseni
Chaetodus paulseni là một loài bọ cánh cứng trong họ Hybosoridae. Loài này được Ocampo miêu tả khoa học năm 2006.